# Arthrodesmus triangularis
Arthrodesmus triangularis là một loài Song tinh tảo trong họ Desmidiaceae, thuộc chi Arthrodesmus.